# Gesonia secundalis
Gesonia secundalis är en fjärilsart som beskrevs av Walker 1859. Gesonia secundalis ingår i släktet Gesonia och familjen nattflyn. Inga underarter finns listade i Catalogue of Life.